# Jacek Sobczak (sędzia)
Jacek Mieczysław Sobczak (ur. 25 czerwca 1946 w Poznaniu) – polski prawnik, profesor nauk prawnych, znawca prawa prasowego i autorskiego, sędzia Sądu Najwyższego w Izbie Karnej w stanie spoczynku, nauczyciel akademicki w Instytucie Nauk Prawnych Akademii Ekonomiczno-Humanistycznej w Warszawie.

## Życiorys
W 1975 uzyskał stopień naukowy doktora nauk prawnych na podstawie rozprawy pt. Wielkopolskie sądy ziemiańskie. W 1985, na podstawie dorobku naukowego oraz rozprawy pt. Położenie prawne ludności tatarskiej w Wielkim Księstwie Litewskim, otrzymał stopień naukowy doktora habilitowanego nauk prawnych.
W stanie wojennym, jako podporucznik ludowego Wojska Polskiego i Sędzia Sądu Powiatowego dla miasta Poznania w Poznaniu, został powołany do odbycia służby wojskowej w Sądzie Wojsk Lotniczych w Poznaniu. Orzekał w składach sędziowskich, które wydawały wyroki skazujące wobec działaczy podziemia i innych osób związanych z opozycją polityczną. Nigdy nie był przewodniczącym takiego składu, ani sprawozdawcą we wskazanych sprawach. 
Od 1995 profesor nauk prawnych. Od 1 marca 1999 do 30 września 2016 sędzia Izby Karnej Sądu Najwyższego, pracownik naukowy, do 2010 kierownik Zakładu Systemów Prasowych i Prawa Prasowego Wydziału Nauk Politycznych i Dziennikarstwa Uniwersytetu im. Adama Mickiewicza, zatrudniony na stanowisku profesora zwyczajnego. Był kierownikiem Katedry Prawa Karnego Wyższej Szkoły Handlu i Prawa im. Ryszarda Łazarskiego w Warszawie oraz Katedry Prawa Ustrojowego Wyższej Szkoły Zarządzania i Bankowości w Poznaniu, gdzie był także prorektorem.
Od 1 października 2009 do 30 czerwca 2019 pracował na Wydziale Prawa  Szkoły Wyższej Psychologii Społecznej w Warszawie, kierował Katedrą Prawa Ochrony Własności Intelektualnej.
Od 1 października 2019 pracuje w Instytucie Nauk Prawnych Akademii Ekonomiczno-Humanistycznej w Warszawie.
Specjalizuje się w prawie prasowym oraz prawie autorskim, a także prawie karnym, w historii państwa i prawa oraz doktryn politycznych i prawnych. Autor komentarzy do ustawy – Prawo prasowe oraz ustawy o prawie autorskim i prawach pokrewnych. Promotor 62 prac doktorskich w zakresie prawa i nauk politycznych, recenzent w 78 przewodach doktorskich i 43 habilitacyjnych.
Członek Wydziału II Poznańskiego Towarzystwa Przyjaciół Nauk, Polskiego Towarzystwa Historycznego (w latach 1989–2000 członek zarządu), Towarzystwa Opieki nad Zabytkami, Polskiego Towarzystwa Prawa Sportowego, Polskiego Towarzystwa Nauk Politycznych, Polskiego Towarzystwa Prawa Konstytucyjnego. Członek założyciel i prezes Polskiego Towarzystwa Naukowego Prawa Prasowego.

## Wybrane publikacje
- Polskie prawo prasowe (Poznań, 1993)
- Ustawa o Radiofonii i Telewizji (Poznań, 1994)
- Ustrój Rzeczypospolitej Polskiej (Poznań, 1995)
- Podstawy prawa autorskiego (Poznań, 1995)
- Wstęp do prawoznawstwa i wiadomości o ustroju Polski (Poznań, 1997)
- Studia nad wyborami prezydenckimi i parlamentarnymi na Litwie i Białorusi (Poznań, 1997)
- Ustawa Prawo prasowe. Komentarz (Warszawa, 1999)
- Prawo autorskie i prawa pokrewne (Warszawa – Poznań, 2000)
- Zmierzch cywilizacji (Poznań 2001)
- Dziennikarz. Sprawozdawca sądowy (Warszawa 2001)
- Prawo prasowe. Podręcznik akademicki (Warszawa, 2000)
- Prawo środków masowej informacji (Toruń 1999)
- Prawo prasowe. Komentarz (Warszawa 2008)
- Dzieje prawa prasowego na ziemiach polskich (Poznań 2009)
- Potomkowie Lecha i Giedymina. Stosunki polityczne między Litwą a Polską w pierwszych latach odrodzenia państwa litewskiego (Poznań 2009)